# MDO-NPA
MDO-NPA（化学名：10,11-亚甲二氧基-N-正丙基去甲阿朴啡）是一种含氮有机化合物，化学式为C20H21NO2，为阿朴啡衍生物，可作为神经药理学的研究工具。